# ویسپر واک (فلوریدا)
ویسپر واک (به انگلیسی: Whisper Walk) یک منطقهٔ مسکونی در ایالات متحده آمریکا است که در شهرستان پام بیچ، فلوریدا واقع شده‌است. ویسپر واک ۲٫۶ کیلومتر مربع مساحت و ۵٬۱۳۵ نفر جمعیت دارد و ۵ متر بالاتر از سطح دریا قرار دارد.